# 질산화 작용

질소 순환

질산화 작용(窒酸化作用, 영어: nitrification)은 암모늄 이온이 아질산염으로 생물학적으로 산화가 된 다음, 별도의 생물체에서 아질산염이 질산염으로 산화되거나 또는 코마목스 세균에서 암모늄 이온이 질산염으로 직접적으로 산화되는 것이다. 암모늄 이온이 아질산염으로 변환되는 과정은 일반적으로 질화작용의 속도 제한 단계이다. 질화 작용(窒化作用)이라고도 한다. 질산화 작용은 토양의 질소 순환에서 중요한 단계이다. 질산화 작용은 일부 독립영양세균과 고세균에 의해 수행되는 호기성 과정이다.

## 같이 보기
- 질소 순환